# 박성빈 (조선)
박성빈(朴成彬, 1871년 6월 6일 ~ 1938년 9월 4일)은 조선 후기의 무관으로 대한민국 대통령 박정희의 아버지이자 박근혜의 할아버지이며, 김종필, 한병기의 처조부이다. 몰락 양반가 출신으로, 한때 동학농민운동에 가담하기도 했다. 본관은 고령.

## 생애
박성빈은 1871년 6월 6일(음력 4월 19일)에 태어났다. 그의 아버지 박영규(朴永奎)때까지 성주 철산 사읍촌에서 살다 칠곡군 약목에 이사 왔다. 박영규 때까지는 4대 독자로 내려오다가 그의 아버지 대(代)에 와서 성빈(成彬) 용빈(龍彬) 일빈(一彬)의 3형제가 태어났다. 박영규는 "약목평야"라 들을 만큼 농지와 소작농들 거느린 부농이었다.  박성빈은 건너 마을에 살고 있던 백낙춘(白樂春)의 딸 백남의(白南儀)에게 장가 들었다. 젊은 시절에 무과(武科)에 합격하여 구한말 정9품 효력부위(効力副尉)까지 올랐지만 당시의 부정부패에 환멸을 느껴 동학혁명에 가담하게 된다.
딸 박재희의 증언에 의하면 벼슬을 하려고 전답을 팔아서 서울에 자주 올라갔으며, 이때 가산을 많이 날렸다고 한다.
1892년에는 성주에서 22세의 젊은 나이에 동학 접주(接主)가 되었다가 관군에게 체포되기도 했다. 그는 구사일생으로 살아나기는 하였지만 이미 나라의 형세가 기울어지기 시작하여 뜻을 이루지 못하고 한량처럼 매일같이 술로 세월을 보내곤 했다. 그 때문에 아버지 박영규가 사망하면서 의절하다시피 장남임에도 막내인 박일빈에게 재산 물려줘 가세는 점점 기울어지기 시작하여 할 수 없이 고향에서는 살지 못하고 처남의 도움으로 구미 상모동에 있는 처가 문중 선산 산지기로 일하면서 생계를 유지했다. 딸 박재희의 증언에 의하면 체포된 동학 농민군 3백명 중 혼자서 살아 나왔는데, 달변에 능하였기 때문이다. 한편 박정희와 동리 주민들 기억으로는 괄괄하고 호쾌한 성격이었다고 증언한다.
박성빈이 동학농민운동에 가담했던 경력으로 후일 박정희는 동년배 또래들이 동학난이라 부르던 것을 동학농민혁명이라 높이 평가하기도 하였다. 이에 대해 동학농민혁명 유족회는 2005년 '동학농민혁명참여자 명예회복에 관한 법률' 시행 이후 박성빈의 당시 행적을 면밀히 조사했다.
그에 따르면 박성빈은 청년시절 무과에 급제해 황해도 영변지역 부사(또는 함남 지역부사)로 발령받았으나 혼탁한 세상에 환멸을 느껴 관직을 포기하였다. 그리고, 성주에서 동학운동에 뛰어 들었으나 동학운동 탄압이 거세지면서 관군에 체포됐다가 가까스로 목숨을 건진 뒤 칠곡과 구미 등에서 세상을 등지고 지낸 것으로 밝혔다.
박성빈은 처가의 위토만으로는 도저히 생활이 안 돼 한때 장택상의 아버지이자 경기도 관찰사를 지낸 칠곡군의 갑부 장승원을 찾아 그의 아들 박무희가 장승원의 논 다섯 마지기를 소작하기도 했다. 가족들은 가을 추수가 끝나면 둘째 무희가 지게에다 도지(賭地, 논밭을 빌린 삯)와 마름에게 줄 뇌물 씨암탉을 지고 장 직각 댁으로 보내는 것을 보았다고 한다.
말년에 병으로 고생하던 박성빈은 46살이라는 매우 늦은 나이에 얻은 막내 박정희가 장가가는 것을 살아생전 보고싶어한 탓에 자신의 친구의 딸인 김호남과 결혼시켰다. 그러나 박정희는 김호남을 별로 좋아하지 않았고 같은 방을 쓰기조차 거부했다고 한다. 결혼 시킨 2년 뒤 1938년 9월 4일에 67세 나이로 사망한다. 아들 박정희는 대통령이 되면서 "부사 효력부위 박성빈지묘"라는 비석이 세워졌다.
김일성의 할아버지인 김보현과 동갑내기이다.

## 가족 관계
- 처 : 백남의(白南儀, 1872년 ~ 1949년)
  - 장남 : 박동희(朴東熙, 1895년 ~ 1972년)
  - 자부 : 선산 김씨 김봉금(善山 金氏, 1894년 ~ ?)
  - 자부 : 여산 송씨(礪山宋氏, 1911년 ~ 1995년)
    - 손자 : 박재홍(朴在鴻, 1941년 ~ )
    - 손녀 : 박재선(朴在仙, 1948년 ~ )

  - 차남 : 박무희(朴武熙, 1898년 ~ 1960년)
  - 자부 : 연안차씨(延安車氏, 1905년 ~ 1938년)
    - 손녀 : 박씨(1920년 ~ ?)
    - 손서 : 김영달(金永達)
    - 손자 : 박재석(朴在錫, 1922년 ~ 1989년), 국제전기 회장
    - 손자 : 박재호(朴在浩, 1931년 ~ 1999년), 동양육운 회장

  - 장녀 : 박귀희(朴貴熙, 1902년 ~ 1985년)
  - 사위 : 은용표(殷龍杓, 1888년 ~ 1966년), 가수 은지원의 할아버지
  - 3남 : 박상희(朴相熙, 1905년 ~ 1946년)
  - 자부 : 조귀분(趙貴粉, 1908년 ~ 1993년)
    - 손녀 : 박영옥(朴榮玉, 1929년 ~ 2015년)
    - 손녀 : 박계옥(朴桂玉, 1937년 ~ )
    - 손녀 : 박화자(朴花子, 1940년 ~ 2007년)
    - 손녀 : 박금자(朴金子, 1942년 ~ )
    - 손녀 : 박설자(朴雪子, 1945년 ~ )
    - 손자 : 박준홍(朴埈鴻, 1947년 ~ )

  - 4남 : 박한생(朴漢生, 1910년 ~ 1928년)
  - 차녀 : 박재희(朴在熙, 1913년 ~ 1996년)
  - 사위 : 한정봉(韓楨鳳, 1911년 ~ 1966년)
  - 5남 : 박정희(朴正熙, 1917년 ~ 1979년), 대한민국의 제5•6•7•8•9대 대통령

## 일화
- 박성빈과 그의 둘째 아들 박무희는 장승원 집안의 소작농으로 일했다. 장택상은 박정희를 얕잡아보면서도 껄끄럽게 여겼고, 박정희 역시 장택상을 싫어하였다.
- 박정희쪽 계보로 내려가면 아버지와 아들 간의 나이차가 굉장히 심해서 기본 40살 이상 차이 난다.박성빈과 아버지 박영규도 31살 차이가 나니 그 시대면 많은 거다.

- 박성빈과 박정희의 나이차: 46살
- 박정희와 박지만의 나이차: 41살
- 박지만과 박세현의 나이차: 47살